# Hippasa marginata
Hippasa marginata är en spindelart som beskrevs av Roewer 1960. Hippasa marginata ingår i släktet Hippasa och familjen vargspindlar.
Artens utbredningsområde är Kamerun. Inga underarter finns listade i Catalogue of Life.